# Супонєво (стоянка)
Супонєво (рос. Супонево) - палеолітична стоянка. Південне передмістя міста Брянськ - сучасне село Супонєво.
Науково датуються 13,000 - 11,000 років до Р.Х..
Стоянка Супонєво на південь від Свенського монастиря на вул. Кассировка (Подгорная). Першовідкривачем стоянки Супонєво (1925) був перший директор Брянського губернського краєзнавчого музею С.С. Дєєв. Це перший палеолітичний пам'ятник, що став відомим на території Брянської області.
На південній околиці Брянська розташована група палеолітичних стоянок: Тимонівка, Супонєво і Карачиж.
Стоянка Карачиж (нині зруйнована кар'єром цегляного заводу), три стоянки в Тимонівці, на краю великого яру Прилавок.  Досліджували стоянки Брянського палеолітичного району палеолітоведи і геологи: Б.С. Жуков, П.П. Ефіменко, М.В. Воєводський, Г.Ф. Мірчинк, Б.М. Даньшин, В.А. Городцов, А.Н. Рогачев, А.А. Величко, Л.В. Грехова.
При розкопках виявлені численні кременеві знаряддя (різці, шкрябання, пластинки з притупленим краєм, проколи), майстерні по їх виготовленню, залишки стародавніх тварин (мамута, північного оленя, песця і інших), сліди жител і вітрових заслонів, складених з кісток мамонта, вогнищ. Серед кістяних виробів - намиста, проколи, шилья, наконечники стріл, уламки браслетів, орнаментовані предмети, фрагмент стилізованої жіночої статуетки, пластини з бивня, покриті геометричним орнаментом.
Стоянка належить, до Мізинської культури.